# Bunte Republik Neustadt

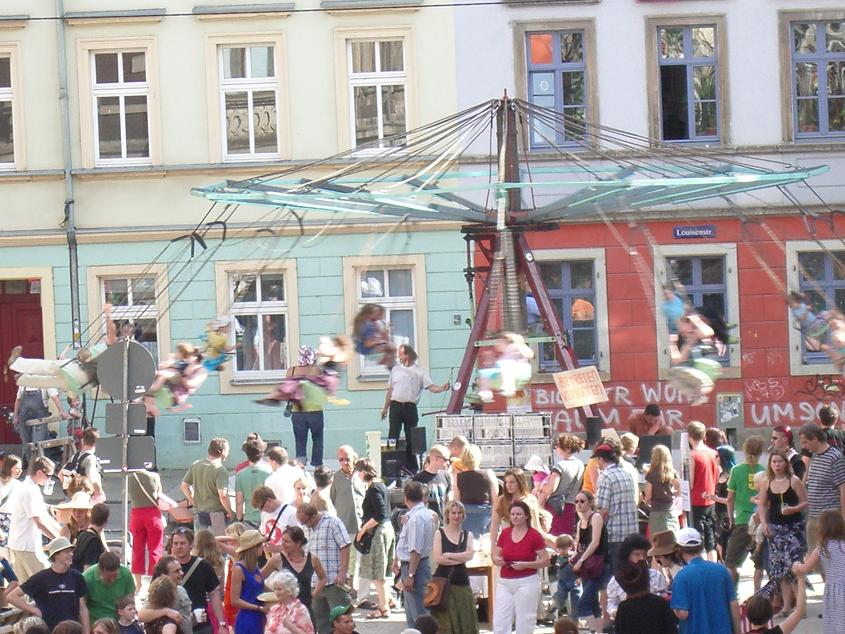
Tiovivo en la Louisenstraße en la BRN de 2006.

La Bunte Republik Neustadt (BRN) fue una micronación existente entre 1990 y 1993 en el barrio de Äußere Neustadt de Dresde, Alemania. Desde entonces, dicho barrio recuerda el acontecimiento todos los años celebrando una fiesta homónima en el mes de junio. El nombre, que en idioma alemán significa «República Multicolor de Neustadt», es un juego de palabras con el nombre oficial del país germano (Bundesrepublik Deutschland, República Federal de Alemania).

## Historia
Entre los días 22 y 24 de junio de 1990 fue proclamada la Bunte Republik Neustadt e inaugurada con una gran fiesta.

La idea de una república multicolor surgió una tarde de cháchara en el bar Bronxx de la calle Alaunstraße. Tardamos un mes o dos en formarlo todo desde la nada.
Gregor Kunz, Monarca de la I BRN en JAUSLIN en 1997: 31

Se fundó un "Gobierno provisional" encabezado por un "monarca sin competencias" y ministros para "hacer trizas las Fuerzas Armadas", "finanzas y otras cuestiones eclesiásticas", "incultura y submarinos" etc. El gobierno demandó conexión con la Santa Sede, leyó una declaración de gobierno y dictó decretos. Las fronteras de la República Multicolor de Neustadt fueron delimitadas mediante líneas blancas pintadas en el suelo con tiza y comprendían las calles Bautzner Straße, Königsbrücker Straße, Bischofsweg y Prießnitzstraße. En las entradas lucían señales con la inscripción:

Aquí comienza el territorio libre de la República Multicolor de Neustadt

Como medio de pago crearon la moneda "Neustadtmark". El tipo de cambio con el Ostmark (marco de la RDA) era 1:1 y con el Westmark (marco del oeste) 1:2.
La bandera era de colores negro, rojo y amarillo, con la cara de Mickey Mouse en el centro dentro de una guirnalda parodiando al escudo de Alemania Oriental.
En 1993 se disolvió el "Gobierno provisional"

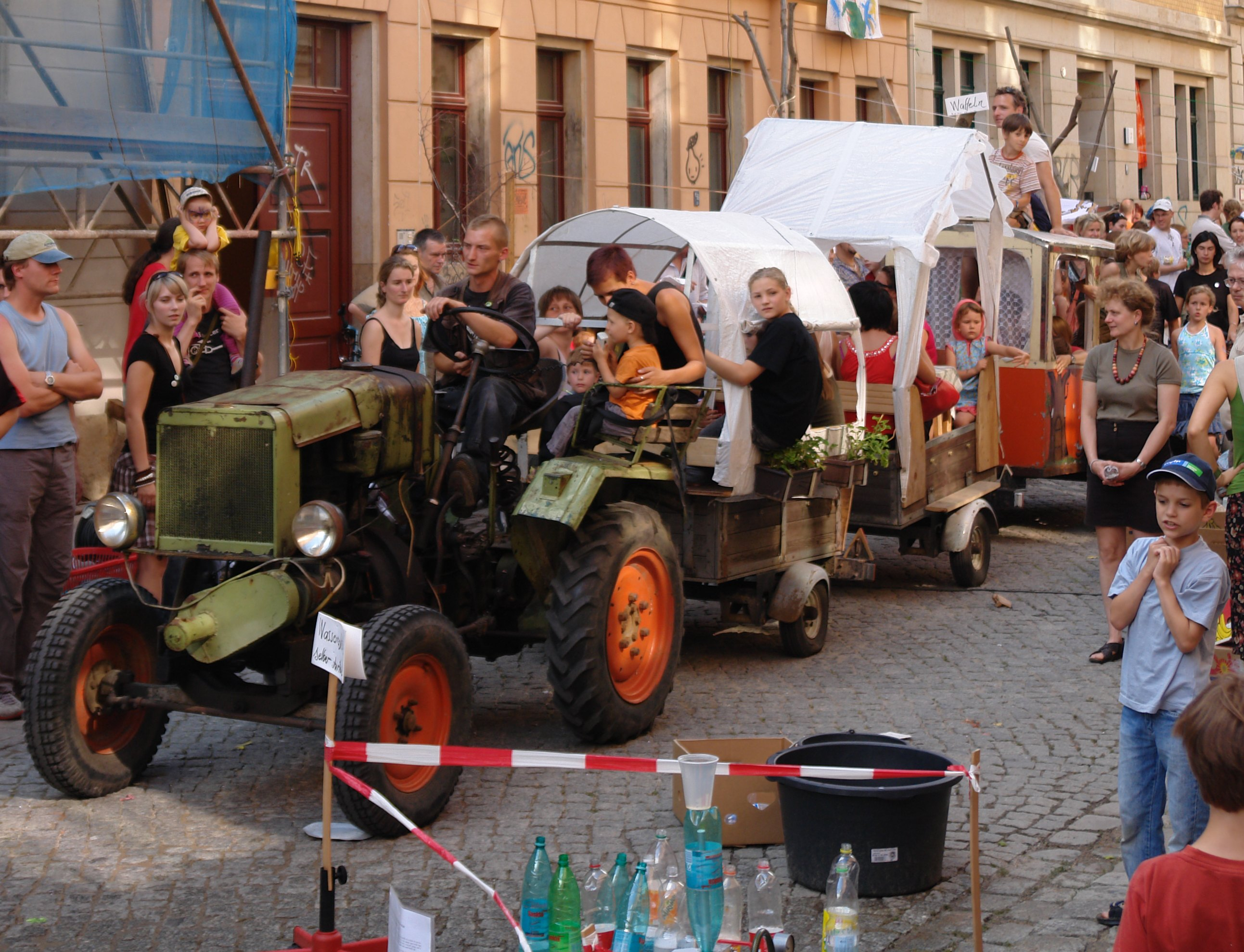
Bunte Republik Neustadt de 2007.

## La fiesta BRN
La primera fiesta BRN (Bunte Republik Neustadt) tuvo lugar del 22 al 24 de junio de 1990. Desde entonces, a pesar de la disolución de la micronación, se ha seguido manteniendo esta celebración como fiesta del barrio Äußere Neustadt. Con los años se ha ido alejando del componente político que la caracterizaba. En 2002 y 2003, debido a la asistencia de personas del entorno radical de la izquierda y la derecha, fue noticia en toda Alemania por los incidentes violentos que se generaron.
Después de que entre los años 2003 y 2006 no se produjera ningún incidente, en 2007 volvieron a sucederse episodios de violencia en los que resultaron heridos 12 policías.

## Carácter actual de la fiesta BRN
Desde 2002 la BRN no posee un organizador general, sino que cada persona o local interesado debe presentar en el Ayuntamiento un formulario con las actividades que va a llevar a cabo.
Debido a los episodios de violencia ocurridos en los últimos años, la BRN cuenta con una fuerte presencia policial. A pesar de la presencia de organizadores comerciales, se pueden encontrar algunas iniciativas privadas sin intereses comerciales, lo cual ha sido desde siempre una característica propia de la República Multicolor de Neustadt. También la presencia de organizadores de fuera de Neustadt ha disminuido debido a que ya solo se ceden espacios a los habitantes del barrio.

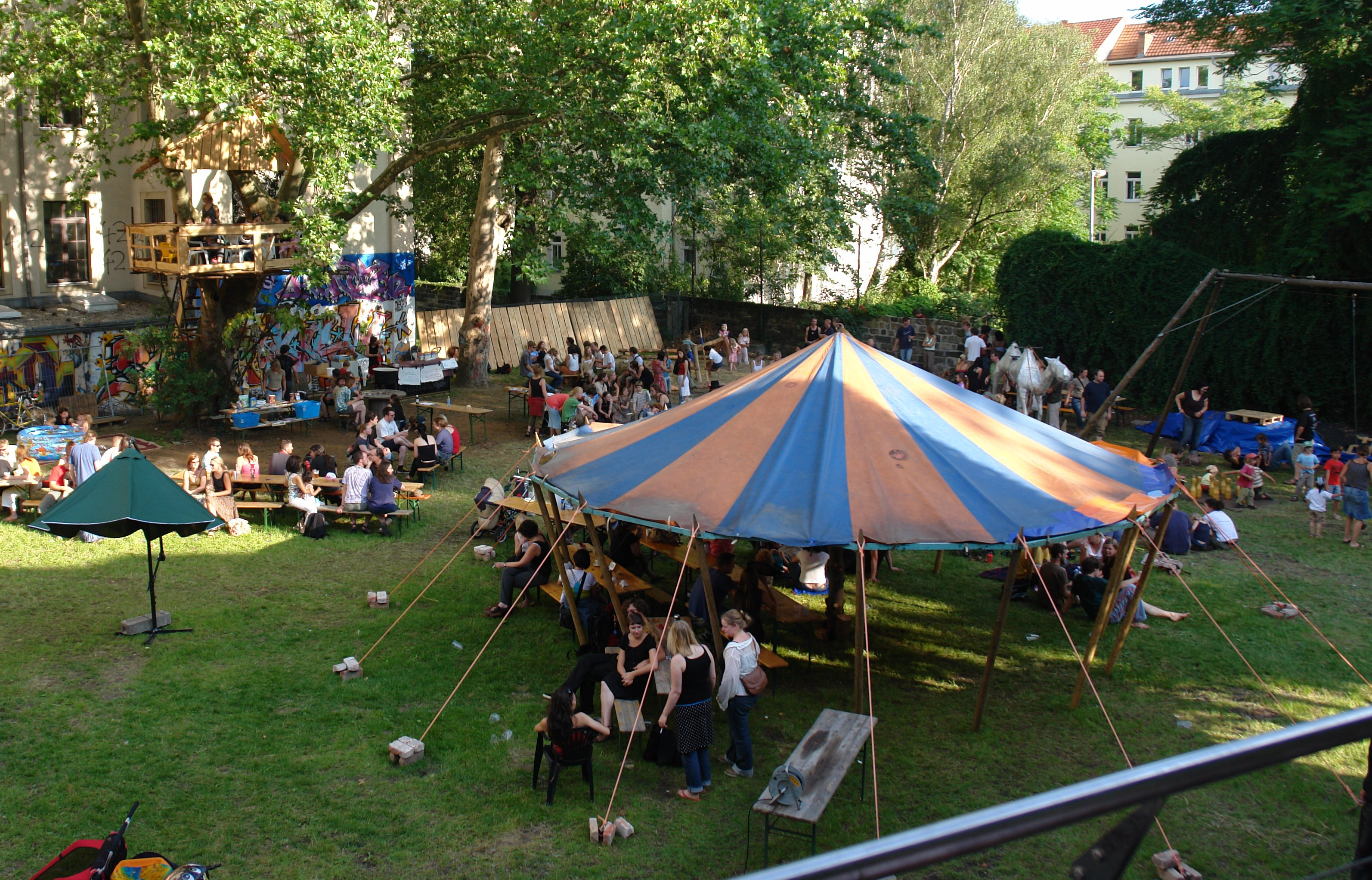
Césped junto al centro cultural Scheune (Alaunstraße) convertido en Biergarten en la BRN 2007.

En especial la calle Talstraße está libre de ofertas comerciales y ofrece actividades tradicionales para niños y jóvenes. El espacio empleado para la festividad (el mismo perímetro que delimitaba antes la República Multicolor de Neustadt) se cierra al tráfico durante esas fechas. A lo largo de las calles Görlitzer y Rothenburger Straße se organizan cabalgatas de vehículos caseros acompañadas por música y bailes.
En 2006, entre el 16 y 18 de junio, acudieron a la BRN más de 150.000 personas.